# Огилви-Грант, Фрэнсис, 10-й граф Сифилд
Фрэнсис Уильям Огилви-Грант, 10-й граф Сифилд (англ. Francis William Ogilvie-Grant, 10th Earl of Seafield; 9 марта 1847 — 3 декабря 1888) шотландский пэр, эмигрировавший в Новую Зеландию. Он носил титул учтивости — виконт Рейдхейвен с 1884 по 1888 год.
Титулы: 10-й граф Сифилд (с 5 июня 1888 года), 10-й лорд Огилви из Каллена (с 5 июня 1888), 10-й виконт Сифилд (с 5 июня 1888 года), 2-й барон Страспей из Страспея в графстве Инвернессшир и Морейшир (с 5 июня 1888), 14-й баронет Колкухун из Ласса (с 5 июня 1888), 10-й лорд Огилви из Дескфорда и Каллена (с 5 июня 1888) и 10-й виконт Рейдхейвен (с 5 июня 1888 года).

## Происхождение
Родился 9 марта 1847 года в Килмаллоке, графство Лимерик, Ирландия. Старший сын Джеймса Огилви-Гранта, 9-го графа Сифилда (1817—1888), от его первой жены, Каролины Луизы Эванс (1820—1850), дочери эсквайра Эйра Эванса и Энн Маунселл . После обучения в школе Харроу он служил мичманом в Королевском флоте, а затем перешел на торговый флот.

## Карьера
Фрэнсис Огилви-Грант (тогда просто известный как Фрэнк Грант) прибыл в Новую Зеландию в 1870 году. Он купил ферму в долине Вайарека в местности, известной как Те Анераки к западу от Оамару в Северном Отаго. Он потерял свои деньги из-за своих фермерских занятий, и с конца 1870-х годов работал подсобным рабочим на ограждении или выполнял другие доступные работы . Через некоторое время после женитьбы обедневшая семья переехала в Оамару.
Он дважды баллотировался на выборах от округа Оамару в Палату представителей Новой Зеландии. В первый раз он участвовал в выборах 1884 года против действующего депутата Сэмюэля Шримски. Когда Шримски был назначен в Законодательный совет в 1885 году, Грант участвовал в дополнительных выборах 1885 года, но проиграл Томасу Хислопу.

## Дальнейшая жизнь
В 1884 году умер его двоюродный брат Иэн Огилви-Грант, 8-й граф Сифилд (1851—1884), и графский титул перешел к дяде первого, отцу Фрэнсиса. Будучи наследником графства, Грант неожиданно стал виконтом Рейдхейвеном. Когда его отец умер 5 июня 1888 года, он стал графом Сифилдом в звании системе Пэрства Шотландии. Вспомогательным титулом был барон Страспей в звании системе Пэрства Соединённого королевства.
Лорд Сифилд скончался 3 декабря 1888 года от сердечного приступа. Он похоронен на старом кладбище Оамару. Ему наследовал его старший сын в графстве, Джеймс Огилви-Грант, 11-й граф Сифилд, которому в то время было двенадцать лет. Он был смертельно ранен в Первой мировой войне в 1915 году, и его преемником в баронстве Стратспей, баронетстве Колкухоун и в качестве вождя клана Грант стал его младший брат достопочтенный Тревор Огилви-Грант . Графство и другие вспомогательные шотландские пэры могли передаваться наследникам женского пола, и были унаследованы Ниной Огилви-Грант, 12-й графиней Сифилд.

## Личная жизнь

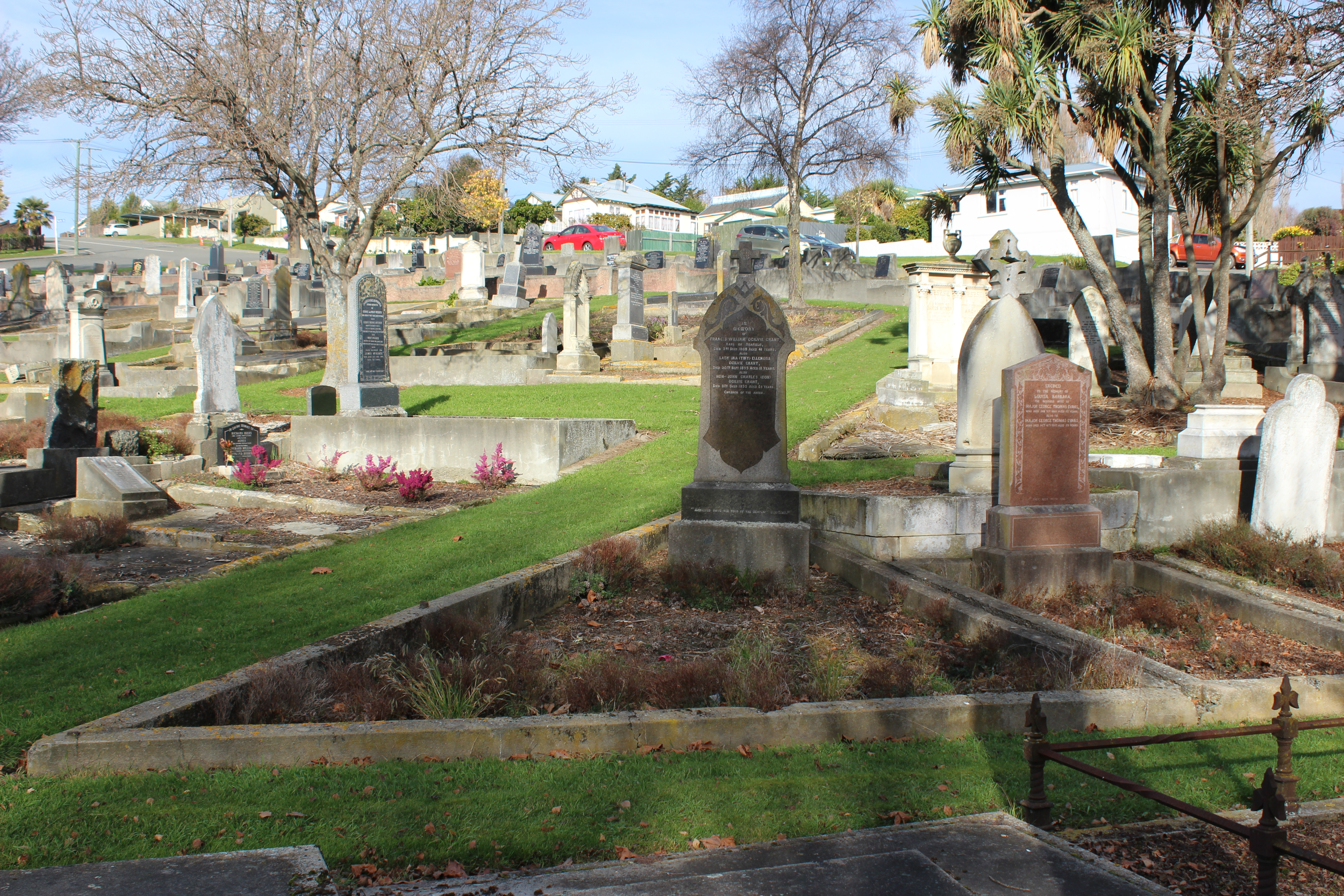
Могила 10-го графа Сифилда, Фрэнсиса Уильяма Огилви Гранта, на старом кладбище Оамару, Новая Зеландия

24 ноября 1874 года Фрэнсис Огилви-Грант женился на своей двоюродной сестре Энн Тревор Корри ('Нине') Эванс (9 марта 1847 — 16 октября 1935), дочери майора Джорджа Томаса Эванса и Луизы Барбары Корри. У них было семеро детей:
- Джеймс Огилви-Грант, 11-й граф Сифилд (18 апреля 1876 — 12 ноября 1915)[9], который в 1898 году женился на Мэри Элизабет Нине Тауненд, дочери доктора Джозефа Генри Тауненда[8].
- Леди Кэролайн Луиза Огилви-Грант (9 мая 1877 — 11 мая 1945), умершая незамужней[8].
- Тревор Огилви-Грант, 4-й барон Страспей (2 марта 1879 — 11 ноября 1948), в 1905 году он женился на Элис Луизе Харди-Джонстон, дочери Томаса Мастермана Харди-Джонстона[8].
- Леди Сидни Монтегю Огилви-Грант (23 июля 1882 — 23 июля 1944), в 1912 году она вышла замуж за преподобного Уильяма Спринга Райса[8].
- Леди Ина Элеонора Огилви-Грант (23 июля 1882—1893), которая умерла в детстве[8].
- Леди Нина Джеральдин Огилви-Грант (8 июня 1884 — 21 января 1951), в 1915 году она вышла замуж за сэра Лиза Ноулза, 1-го баронета[8].
- Достопочтенный Джон Чарльз Огилви-Грант (1887—1893), умерший в детстве[8].